# Коваленко Орест Михайлович
Орест Коваленко (нар. 11 січня 2002, Рівне, Україна) — український фристайліст. Бронзовий призер III зимових юнацьких Олімпійських ігор 2020 в біг-ейрі. Майстер спорту міжнародного класу.

## Біографія
Випускник Рівненської загальноосвітньої школи I-III ступенів №25
Студент Рівненського державного гуманітарного університету. Перший тренер — Оксана Ткачук.

## Спортивна кар'єра
Чемпіон України 2019 року, чемпіон України серед юніорів 2019 року. Переможець етапу Кубка Європи 2019 року.
У фіналі слоупстайла на III зимових юнацьких Олімпійських ігор 2020 посів дев'яте місце.
Бронзовий призер III зимових юнацьких Олімпійських ігор 2020 в біг-ейрі.

## Спортивні результати

### Чемпіонат світу
| Рік                           | Місто                         | Слоупстайл                    | Біг-ейр                       |
| Чемпіонат світу серед юніорів | Чемпіонат світу серед юніорів | Чемпіонат світу серед юніорів | Чемпіонат світу серед юніорів |
| ----------------------------- | ----------------------------- | ----------------------------- | ----------------------------- |
| 2017                          | К'єза-ін-Вальмаленко, Італія  | 32                            | —                             |
| 2018                          | Кардрона, Нова Зеландія       | 44                            | —                             |
| 2019                          | Клеппен, Швеція               | 27                            | 22                            |
| Чемпіонат світу               |                               |                               |                               |
| 2019                          | Парк-Сіті, США                | 23                            | —                             |
| 2023                          | Бакуріані, Грузія             | 24                            | 15                            |
| 2025                          | Піц - Корвач, Швейцарія       | 41                            |                               |

### Юнацькі Олімпійські ігри
| Рік  | Місто              | Слоупстайл | Біг-ейр |
| ---- | ------------------ | ---------- | ------- |
| 2020 | Лозанна, Швейцарія | 9          | 3       |

### Виступи на Кубках світу
| Сезон   | Дата              | Місце проведення                | Дисципліна | Місце |
| ------- | ----------------- | ------------------------------- | ---------- | ----- |
| 2018–19 | 23 листопада 2018 | Штубайталь, Австрія             | слоупстайл | 50    |
| 2020–21 | 8 січня 2021      | Крайшберг, Австрія              | біг-ейр    | 43    |
| 2020–21 | 27 березня 2021   | Сільваплана, Швейцарія          | слоупстайл | 39    |
| 2021–22 | 22 жовтня 2021    | Кур, Швейцарія                  | біг-ейр    | 30    |
| 2021–22 | 20 листопада 2021 | Штубайталь, Австрія             | слоупстайл | 53    |
| 2021–22 | 4 грудня 2021     | Стімбоут, США                   | біг-ейр    | 29    |
| 2021–22 | 9 січня 2022      | Момантова гора, США             | слоупстайл | 43    |
| 2021–22 | 16 січня 2022     | Фон-Роме-Одейо-Віа, Франція     | слоупстайл | 39    |
| 2022–23 | 21 жовтня 2022    | Кур, Швейцарія                  | біг-ейр    | 31    |
| 2022–23 | 19 листопада 2022 | Штубайталь, Австрія             | слоупстайл | 34    |
| 2022–23 | 25 березня 2023   | Сільваплана, Швейцарія          | слоупстайл | 34    |
| 2023–24 | 19 жовтня 2023    | Кур, Швейцарія                  | біг-ейр    | 22    |
| 2023–24 | 23 листопада 2023 | Штубайталь, Австрія             | слоупстайл | 41    |
| 2023–24 | 21 січня 2024     | Лаакс, Швейцарія                | слоупстайл | 41    |
| 2024–25 | 18 жовтня 2024    | Кур, Швейцарія                  | біг-ейр    | 43    |
| 2024–25 | 23 листопада 2024 | Штубайталь, Австрія             | слоупстайл | 57    |
| 2024–25 | 4 січня 2025      | Клагенфурт-ам-Вертерзе, Австрія | біг-ейр    | 40    |
| 2024–25 | 10 січня 2025     | Крайшберг, Австрія              | біг-ейр    | 34    |
| 2024–25 | 17 січня 2025     | Лаакс, Швейцарія                | слоупстайл | 46    |
| 2024–25 | 1 лютого 2025     | Аспен, США                      | слоупстайл | 48    |
| 2024–25 | 6 лютого 2025     | Аспен, США                      | біг-ейр    | 36    |
| 2024–25 | 13 березня 2025   | Тінь, Франція                   | біг-ейр    | 34    |
| 2024–25 | 14 березня 2025   | Тінь, Франція                   | слоупстайл | 36    |

Оновлення 14 березня 2025.